# Доржсуренгійн Монхбаяр
Доржсуренгійн Монхбаяр  (монг. Доржсүрэнгийн Мөнхбаяр, 29 липня 1969) — німецька, колишня монгольська, спортсменка, стрілець, олімпійська медалістка.

## Виступи на Олімпіадах
| Олімпіада      | Дисципліна                  | Місце |
| -------------- | --------------------------- | ----- |
| Барселона 1992 | пневматичний пістолет, 10 м | 21T   |
| Барселона 1992 | спортивний пістолет, 25 м   | 3     |
| Атланта 1996   | пневматичний пістолет, 10 м | 21T   |
| Атланта 1996   | спортивний пістолет, 25 м   | 15T   |
| Сідней 2000    | пневматичний пістолет, 10 м | 36T   |
| Сідней 2000    | спортивний пістолет, 25 м   | 25T   |
| Афіни 2004     | пневматичний пістолет, 10 м | 6     |
| Афіни 2004     | спортивний пістолет, 25 м   | 5     |
| Пекін 2008     | пневматичний пістолет, 10 м | 24    |
| Пекін 2008     | спортивний пістолет, 25 м   | 3     |